# Jonathan Beecher
Jonathan French Beecher (né en 1937 à Boston) est un historien qui a enseigné à l'université de Californie à Santa Cruz depuis le début des années 1970. Il se spécialise dans l'histoire française et européenne, en particulier l'histoire intellectuelle, y compris le russe. Il a reçu son B. A. et son Ph. D de l'université Harvard et a également été un étudiant à l'École normale supérieure à Paris pendant deux ans.
Il est l'auteur d'une biographie sur l'utopie socialiste Charles Fourier. Il a également écrit une biographie de Victor Considérant.

## Œuvre (en français)
- Fourier - Le Visionnaire et son monde, Fayard, Paris, 1993.
- Victor Considérant - Grandeur et décadence du socialisme romantique, les Presses du réel, Dijon, 2012.